# La Sabina
La Sabina és una pel·lícula dramàtica espanyola realitzada en coproducció amb Suècia i escrita i dirigida per José Luis Borau. Al costat d'Ángela Molina apareix un repartiment internacional. Es va estrenar al novembre de 1979 i existeix una versió en llengua anglesa.

## Argument
Un intel·lectual anglès viatja a un poble de la regió muntanyenca andalusa per a investigar la desaparició d'un compatriota, perdut en aquella zona cent anys enrere. Allí sent parlar de la Sabina, una misteriosa dona drac. Aquesta poderosa presència femenina, la superstició i costums d'una terra màgica irrompen en la seva vida i trastoquen les seves relacions.
Va ser rodada a diversos punts d'Andalusia, especialment la Regió muntanyenca de Serranía de Ronda (entorn de la Cueva del Gato) i Cadis, com el poble d'Olvera.

## Repartiment
- Carol Kane – Daisy
- Jon Finch	– Michael
- Ángela Molina – Pepa
- Harriet Andersson	– Monica
- Simon Ward – Philip
- Ovidi Montllor – Manolín
- Francisco Sanchez – Antonio
- Fernando Sánchez Polack – Félix
- Luis Escobar – Marquès
- Mary Carrillo – Marquesa

## Premis
35a edició de les Medalles del Cercle d'Escriptors Cinematogràfics
| Categoria                | Persona         | Resultat   |
| ------------------------ | --------------- | ---------- |
| Millor director          | José Luis Borau | Guanyador  |
| Millor actriu secundària | Carol Kane      | Guanyadora |

- Fotogramas de Plata al millor intèrpret de cinema espanyol (1979) - Ángela Molina